# Districte municipal de Klaipėda
El Districte municipal de Klaipėda (en lituà: Klaipėdos rajono savivaldybė) és un dels 60 municipis de Lituània, situat dins del comtat de Klaipėda. La seva capital és la ciutat de Gargždai.

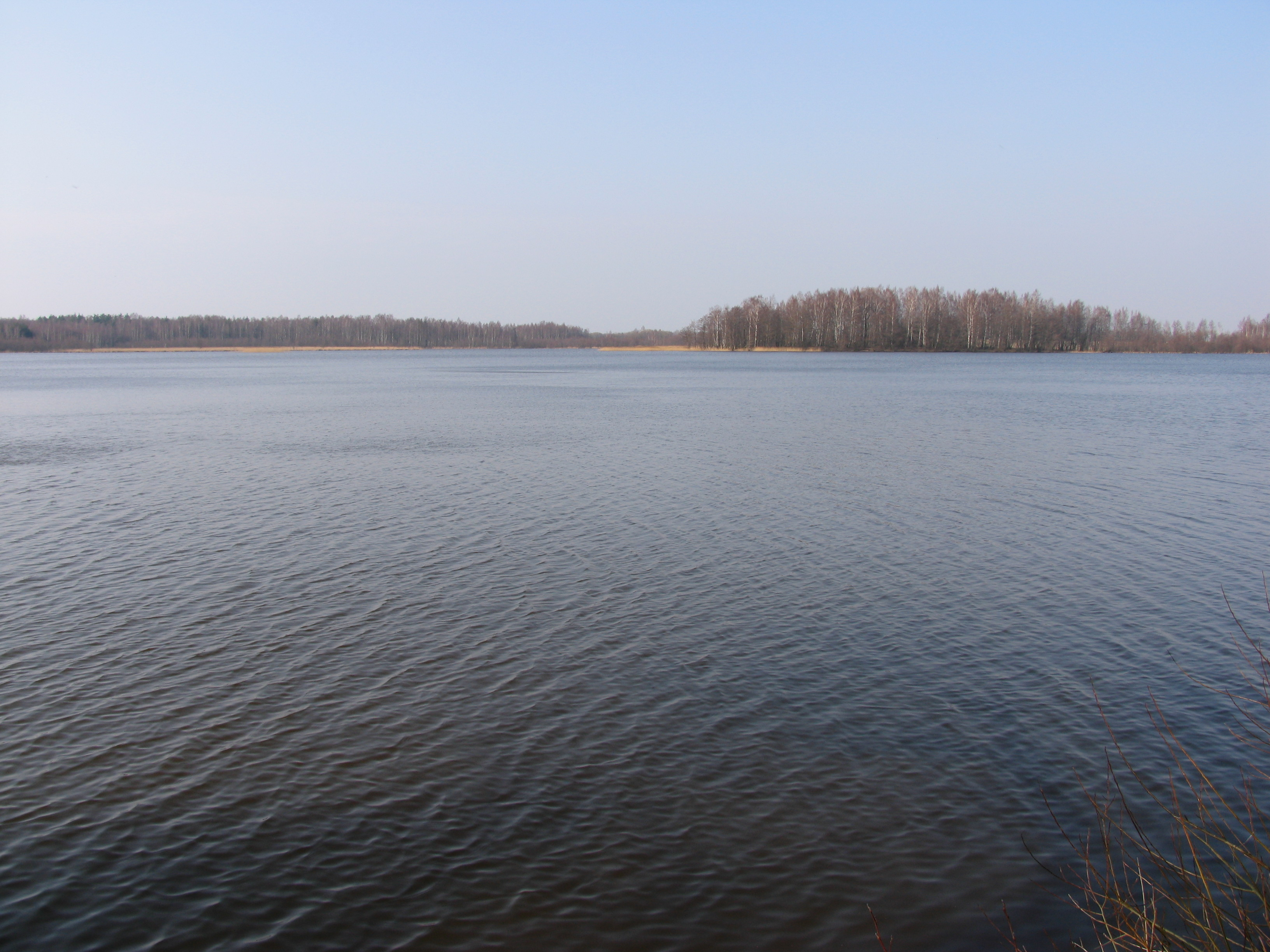
Llac Kalotės del districte municipal de Klaipėda

## Seniūnijos del districte municipal de Klaipėda
- Agluonėnų seniūnija (Agluonėnai)

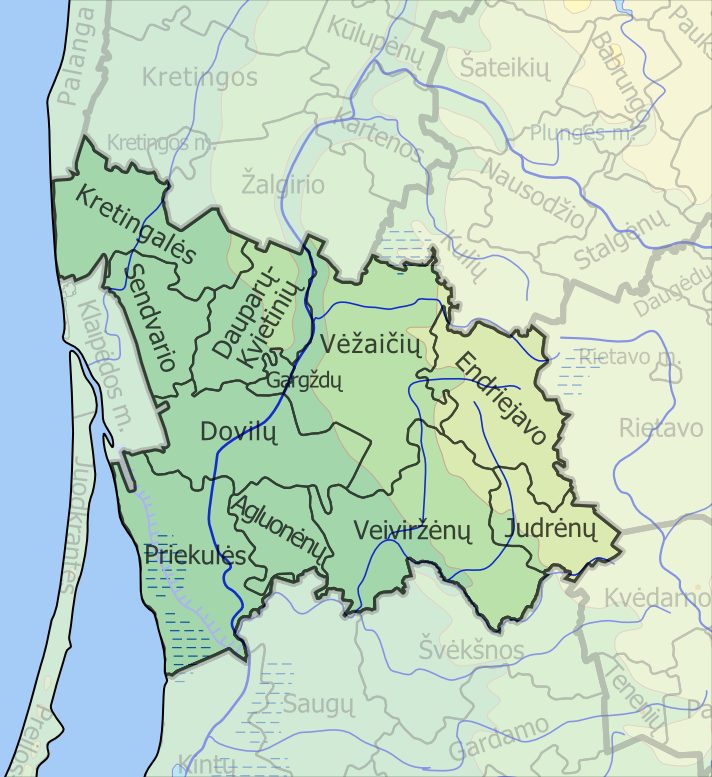
Mapa dels Seniūnijos

- Dauparų-Kvietinių seniūnija (Gargždai)
- Dovilų seniūnija (Dovilai)
- Endriejavo seniūnija (Endriejavas)
- Gargždų seniūnija (Gargždai)
- Judrėnų seniūnija (Judrėnai)
- Kretingalės seniūnija (Kretingalė)
- Priekulės seniūnija (Priekulė)
- Sendvario seniūnija (Slengiai)
- Veiviržėnų seniūnija (Veiviržėnai)
- Vėžaičių seniūnija (Vėžaičiai)